# Oepfershausen
Oepfershausen é uma localidade e antigo município da Alemanha localizado no distrito de Schmalkalden-Meiningen, estado de Turíngia.
Pertence ao Verwaltungsgemeinschaft de Wasungen-Amt Sand. Desde 1 de janeiro de 2019, forma parte da cidade de Wasungen.

## Demografia
Evolução da população (31 de dezembro):
| - 1994: 568 - 1995: 567 - 1996: 559 - 1997: 559 | - 1998: 554 - 1999: 557 - 2000: 545 - 2001: 530 | - 2002: 526 - 2003: 530 - 2004: 528 |

 fonte: Thüringer Landesamt für Statistik